# SM UC-53
SM UC-53 – niemiecki podwodny stawiacz min z okresu I wojny światowej, jedna z 64 zbudowanych jednostek typu UC II. Zwodowany 27 lutego 1917 roku w stoczni Germaniawerft w Kilonii, został przyjęty do służby w Kaiserliche Marine 5 kwietnia 1917 roku. Przebazowany na Morze Śródziemne został nominalnie wcielony w skład Kaiserliche und Königliche Kriegsmarine pod nazwą U-95, pływając w składzie Flotylli Pola (a później II Flotylli Morza Śródziemnego). W czasie służby operacyjnej okręt odbył osiem patroli bojowych, w wyniku których zatonęło 48 statków o łącznej pojemności 46 500 BRT, a 12 statków o łącznej pojemności 31 732 BRT zostało uszkodzonych. SM UC-53 został samozatopiony 28 października 1918 roku nieopodal Poli.

## Projekt i budowa
Dokonania pierwszych niemieckich podwodnych stawiaczy min typu UC I, a także zauważone niedostatki tej konstrukcji, skłoniły dowództwo Cesarskiej Marynarki Wojennej z admirałem von Tirpitzem na czele do podjęcia działań mających na celu budowę nowego, znacznie większego i doskonalszego typu okrętu podwodnego. Opracowany latem 1915 roku projekt okrętu, oznaczonego później jako typ UC II, tworzony był równolegle z projektem przybrzeżnego torpedowego okrętu podwodnego typu UB II. Głównymi zmianami w stosunku do poprzedniej serii były: instalacja wyrzutni torpedowych i działa pokładowego, zwiększenie mocy i niezawodności siłowni, oraz wzrost prędkości i zasięgu jednostki, kosztem rezygnacji z możliwości łatwego transportu kolejowego (ze względu na powiększone rozmiary).
SM UC-53 zamówiony został 12 stycznia 1916 roku jako jednostka z III serii okrętów typu UC II (numer projektu 41, nadany przez Inspektorat U-Bootów), w ramach wojennego programu rozbudowy floty . Został zbudowany w stoczni Germaniawerft w Kilonii jako jeden z sześciu okrętów III serii zamówionych w tej wytwórni. UC-53 otrzymał numer stoczniowy 269 (Werk 269)  . Stępkę okrętu położono w 1916 roku , a zwodowany został 27 lutego 1917 roku.

## Dane taktyczno-techniczne
SM UC-53 był średniej wielkości przybrzeżnym okrętem podwodnym o konstrukcji dwukadłubowej. Długość całkowita wynosiła 52,7 metra, szerokość 5,22 metra i zanurzenie 3,64 metra . Wykonany ze stali kadłub sztywny miał 39,3 metra długości i 3,61 metra szerokości, a wysokość (od stępki do szczytu kiosku) wynosiła 7,46 metra . Wyporność w położeniu nawodnym wynosiła 434 tony, a w zanurzeniu 511 ton. Jednostka miała wysoki, ostry dziób przystosowany do przecinania sieci przeciwpodwodnych; do jej wnętrza prowadziły trzy luki: pierwszy przed kioskiem, drugi w kiosku, a ostatni w części rufowej, prowadzący do maszynowni . Cylindryczny kiosk miał średnicę 1,4 metra i wysokość 1,8 metra, obudowany był opływową osłoną . Okręt napędzany był na powierzchni przez dwa 6-cylindrowe, czterosuwowe silniki wysokoprężne Daimler MU256 o łącznej mocy 485 kW (660 KM), a pod wodą poruszał się dzięki dwóm silnikom elektrycznym BBC o łącznej mocy 460 kW (620 KM) . Dwa wały napędowe obracały dwie śruby wykonane z brązu manganowego (o średnicy 1,9 metra i skoku 0,9 metra) . Okręt osiągał prędkość 11,8 węzła na powierzchni i 7,2 węzła w zanurzeniu . Zasięg wynosił 9450 Mm przy prędkości 7 węzłów w położeniu nawodnym oraz 56 Mm przy prędkości 4 węzłów pod wodą . Zbiorniki mieściły 56 ton paliwa , a energia elektryczna magazynowana była w dwóch bateriach akumulatorów 26 MAS po 62 ogniwa, zlokalizowanych pod przednim i tylnym pomieszczeniem mieszkalnym załogi. Okręt miał siedem zewnętrznych zbiorników balastowych . Dopuszczalna głębokość zanurzenia wynosiła 50 metrów , a czas wykonania manewru zanurzenia 40 sekund.
Głównym uzbrojeniem okrętu było 18 min kotwicznych typu UC/200 w sześciu skośnych szybach minowych o średnicy 100 cm, usytuowanych w podwyższonej części dziobowej jeden za drugim w osi symetrii okrętu, pod kątem do tyłu (sposób stawiania – „pod siebie”). Układ ten powodował, że miny trzeba było stawiać na zaplanowanej przed rejsem głębokości, gdyż na morzu nie było do nich dostępu (co znacznie zmniejszało skuteczność okrętów). Wyposażenie uzupełniały dwie zewnętrzne wyrzutnie torped kalibru 500 mm (umiejscowione powyżej linii wodnej na dziobie, po obu stronach szybów minowych), jedna wewnętrzna wyrzutnia torped kal. 500 mm na rufie (z łącznym zapasem 7 torped) oraz umieszczone przed kioskiem działo pokładowe kal. 88 mm L/30, z zapasem amunicji wynoszącym 130 naboi . Okręt wyposażony był w dwa peryskopy Zeissa: wachtowy i bojowy oraz radiostację z podnoszonym masztem o wysokości 10 metrów. Wyposażenie uzupełniała kotwica grzybkowa o masie 272 kg .
Załoga okrętu składała się z 3 oficerów oraz 23 podoficerów i marynarzy.

## Służba

### 1917 rok
Z dniem 1 lutego 1917 roku, rozkazem szefa sztabu admiralicji niemieckiej z 12 stycznia tego roku, U-Booty należące do czterech flotylli Hochseeflotte, Flotylli Flandria i Flotylli Pola rozpoczęły nieograniczoną wojnę podwodną. 5 kwietnia SM UC-53 został przyjęty do służby w Cesarskiej Marynarce Wojennej . Dowództwo jednostki objął kpt. mar. (niem. Kapitänleutnant) Kurt Albrecht, sprawujący wcześniej komendę nad UB-24 i UB-36 . Po okresie szkolenia okręt otrzymał rozkaz udania się na Morze Śródziemne i podczas rejsu zatopił osiem i uszkodził dwie jednostki . 4 czerwca w odległości około 90 Mm na północny zachód od wybrzeży Donegalu U-Boot storpedował bez ostrzeżenia zbudowany w 1911 roku uzbrojony brytyjski parowiec „City Of Baroda” (5032 BRT), płynący z ładunkiem drobnicy z Liverpoolu do Kalkuty. Statek zatonął na pozycji 56°00′N 10°20′W/56,000000 -10,333333 ze stratą sześciu członków załogi  . 9 czerwca u wybrzeży Portugalii okręt zatopił dwa parowce: pochodzący z 1884 roku norweski „Tordenvore” (1565 BRT), płynący z ładunkiem węgla ze Swansea do Neapolu, który zatonął bez strat w ludziach na pozycji 42°30′N 9°08′W/42,500000 -9,133333  oraz zbudowany w 1890 roku duński „Lilly” (1150 BRT), przewożący orzeszki ziemne z Gambii do Aarhus, zatrzymany i po ewakuacji załogi zatopiony na pozycji 41°40′N 9°45′W/41,666667 -9,750000 . Nazajutrz na drodze U-Boota znalazły się dwa portugalskie drewniane trzymasztowe szkunery: zbudowany w 1917 roku „Ligeiro” (285 BRT), przewożący wino, który został zatrzymany i uszkodzony w wyniku ostrzału artyleryjskiego w odległości 40 Mm od Viana do Castelo (na pozycji 41°29′N 9°14′W/41,483333 -9,233333)  oraz zbudowana w 1909 roku „Santa Maria” (204 BRT), transportująca węgiel z Porto do Gwinei Portugalskiej, zatrzymana i zatopiona 6 Mm na południe od archipelagu Berlengas (na pozycji 39°11′N 9°35′W/39,183333 -9,583333) . 11 czerwca okręt na południowy zachód od Faro zatrzymał i zatopił zbudowany w 1910 roku rosyjski żaglowiec „Sibens” o pojemności 323 BRT, płynący z ładunkiem soli z Kadyksu do Chatham (na pozycji 36°52′N 8°08′W/36,866667 -8,133333) . Nazajutrz 5 Mm na południowy zachód od Huelvy UC-53 zatopił zbudowany w 1898 roku norweski parowiec „Symra” (3005 BRT), płynący z ładunkiem węgla z Liverpoolu do Gibraltaru (obyło się bez strat w ludziach) . 16 czerwca okręt podwodny zatopił dwa hiszpańskie żaglowce: zbudowaną w 1904 roku „Esperanzę” o pojemności 98 BRT (u wybrzeży Algierii)  oraz, nieopodal Oranu, „F.7.SB.” (50 BRT) . 21 czerwca U-Boot storpedował i uszkodził w Cieśninie Sycylijskiej zbudowany w 1904 roku francuski parowiec „Nord” o pojemności 3193 BRT .
Po dopłynięciu na Adriatyk, 24 czerwca UC-53 wszedł w skład Flotylli Pola (niem. U-Flottille Pola) . Okręt nominalnie wcielono do K.u.K. Kriegsmarine pod nazwą U-95, jednak załoga pozostała niemiecka.
9 sierpnia na południe od Salerno U-Boot storpedował zbudowany w 1905 roku brytyjski parowiec „Canara” o pojemności 6012 BRT, płynący pod balastem z Neapolu do Oranu (statek został uszkodzony na pozycji 40°09′N 14°50′E/40,150000 14,833333, a na jego pokładzie śmierć poniosło dziewięciu załogantów) . Następnego dnia okręt zatopił na Morzu Tyrreńskim dwie włoskie jednostki: żaglowiec „Margherita” (65 BRT)  oraz zbudowany w 1910 roku parowiec „Tito Speri” (3893 BRT), płynący z Karaczi do Mesyny (ciężko uszkodzony statek został sztrandowany nieopodal Palinuro na pozycji 40°01′N 15°11′E/40,016667 15,183333, jednak ostatecznie uległ zniszczeniu) . 12 sierpnia ofiarą działalności załogi UC-53 zostały dwa włoskie żaglowce: zbudowana w 1915 roku barkentyna ze stalowym kadłubem „Ansedonia” (270 BRT), zatopiona na pozycji 39°24′N 15°35′E/39,400000 15,583333  oraz „Ardita Carrara” (75 BRT), zatopiona na południe od Neapolu . Następnego dnia na południe od Neapolu okręt zatopił dwa kolejne włoskie żaglowce: „Arcangelo Michele” (44 BRT) oraz „Il Nuovo Leonardo” (34 BRT)  .
15 września na pozycji 37°50′N 11°51′E/37,833333 11,850000 okręt uszkodził w ataku torpedowym zbudowany w 1906 roku włoski parowiec „Cavi” o pojemności 2544 BRT, płynący z Genui do Trapani . Trzy dni później na pozycji 43°07′N 10°05′E/43,116667 10,083333 UC-53 uszkodził też włoski żaglowiec „Domenico Primo” (80 BRT) . 19 września na Morzu Tyrreńskim okręt zatopił włoski żaglowiec „Teresita” o pojemności 136 BRT . Dwa dni później na tych samych wodach jego los podzielił włoski żaglowiec „Christina” (32 BRT) . Nazajutrz na południowy zachód od Civitavecchia załoga U-Boota zatopiła włoski żaglowiec „Primo” (65 BRT) . 23 września lista wojennych dokonań UC-53 powiększyła się o trzy pozycje: zbudowaną w 1912 roku włoską drewnianą brygantynę „Argietta” (165 BRT), zatrzymaną i zatopioną na Morzu Tyrreńskim , włoski żaglowiec „Giuseppina Concettina” (32 BRT)  i zbudowany w 1897 roku uzbrojony brytyjski parowiec „Irthington” (2845 BRT), płynący pod balastem z Neapolu do Mesyny, storpedowany bez ostrzeżenia i zatopiony bez strat w załodze na pozycji 40°35′N 15°01′E/40,583333 15,016667  . Następnego dnia na Morzu Tyrreńskim okręt zatopił dwa kolejne włoskie żaglowce: „Nuova Francesca” (45 BRT) oraz „S. Espedito” (31 BRT)  .
8 grudnia na pozycji 38°36′N 12°00′E/38,600000 12,000000 okręt zatrzymał i zatopił zbudowaną w 1867 roku włoską drewnianą brygantynę „Giuseppe Naccari” o pojemności 128 BRT . Nazajutrz UC-53 storpedował i uszkodził zbudowany w 1901 roku włoski parowiec „Cerea” (4295 BRT), płynący na trasie Karaczi – Syrakuzy (na pozycji 38°42′N 15°34′E/38,700000 15,566667)  oraz zatopił na pozycji 38°44′N 15°34′E/38,733333 15,566667 zbudowany w 1896 roku grecki parowiec „Costas” (3278 BRT), płynący z Karaczi na Milos (obyło się bez strat w ludziach) . 10 grudnia na zachód od Neapolu U-Boot zatrzymał i zatopił z działa pokładowego zbudowany w 1902 roku włoski żaglowiec „Antonio Magliulo” o pojemności 520 BRT, przewożący fosforany z Algierii do Neapolu (na pozycji 40°35′N 13°18′E/40,583333 13,300000) . Trzy dni później w odległości 5 Mm na południe od Anzio okręt zatopił w ataku torpedowym zbudowany w 1905 roku norweski parowiec „Karen” (1689 BRT), płynący z ładunkiem dorsza ze St. John’s do Civitavecchia (na pokładzie śmierć poniósł jeden marynarz) . 14 grudnia w Cieśninie Sycylijskiej U-Boot stoczył walkę ze zbudowanym w 1907 roku brytyjskim statkiem-pułapką HMS „Brig 1” (drewniana brygantyna z pomocniczym napędem motorowym o pojemności 120 BRT), uszkadzając wrogą jednostkę (na jej pokładzie zginęło trzech załogantów) . 25 grudnia na postawioną przez okręt na południowy zachód od Palinuro minę wszedł zbudowany w 1891 roku duński parowiec „Hekla” o pojemności 937 BRT. Statek, przewożący fosforany z Bône do Livorno, zatonął na pozycji 39°50′N 15°42′E/39,833333 15,700000 ze stratą 13 członków załogi .

### 1918 rok
Na początku 1918 roku niemieckie siły podwodne na Morzu Śródziemnym przeszły reorganizację, w wyniku której Flotylla Pola została podzielona na dwie części: I Flotylla w Poli (I U-Flottille Mittelmeer) i II Flotylla w Cattaro (II U-Flottille Mittelmeer), a UC-53 znalazł się w składzie tej drugiej . 25 stycznia nieopodal Stromboli okręt zatopił zbudowany w 1899 roku włoski parowiec „Carignano” o pojemności 2688 BRT (na pozycji 38°58′N 15°08′E/38,966667 15,133333) . Następnego dnia na tych samych wodach U-Boot storpedował i zatopił zbudowany w 1894 roku grecki parowiec „Asimina” (2878 BRT), który płynął z Nowego Jorku do Castellammare di Stabia . 29 stycznia okręt storpedował bez ostrzeżenia i zatopił na pozycji 38°19′N 15°38′E/38,316667 15,633333 zbudowany w 1915 roku uzbrojony brytyjski parowiec „Geo” (3048 BRT), płynący pod balastem z Neapolu do Tunisu (w wyniku ataku zginęło 16 członków załogi wraz z kapitanem  . Nazajutrz załoga UC-53 zatopiła kolejne dwa włoskie żaglowce: „Fratelli Barrera” (88 BRT) i zbudowany w 1915 roku „Michele Padre” (230 BRT), płynący z ładunkiem gliny do Neapolu (na pozycji 39°15′N 15°11′E/39,250000 15,183333)  .
6 lutego nowym dowódcą U-Boota został mianowany por. mar. (niem. Oberleutnant zur See) Adolf Ehrensberger . 24 marca u północnego wejścia do Cieśniny Sycylijskiej okręt zatopił cztery włoskie żaglowce: „La Nuova Felice” (72 BRT), „Nuovo Enio” (35 BRT), „Regina Immacolata” (35 BRT) i „Tre Sorelle Salvo” (26 BRT) . Trzy dni później nieopodal Neapolu ten sam los spotkał kolejny włoski żaglowiec „Castrenzo Coppola” o pojemności 94 BRT .
4 czerwca w pobliżu Syrakuz UC-53 uszkodził za pomocą torpedy zbudowany w 1895 roku włoski parowiec „Michelangelo” o pojemności 2456 BRT (na pozycji 37°03′N 15°17′E/37,050000 15,283333) . 8 czerwca na wschód od Sycylii U-Boot zatopił zbudowany w 1888 roku włoski parowiec „Concettina” (1271 BRT), płynący z Wolos do Genui (nikt nie zginął)  oraz, koło Spartivento, pochodzący z 1911 roku francuski parowiec „La Bayonnaise” o pojemności 2425 BRT (na pozycji 37°55′N 16°34′E/37,916667 16,566667) . Dwa dni później w odległości 3,5 Mm na północny wschód od Syrakuz okręt przeprowadził atak torpedowy na zbudowany w 1899 roku brytyjski parowiec „Brodholme” (5747 BRT), płynący pod balastem z Genui do Syrakuz. Statek został ciężko uszkodzony, musiał zostać sztrandowany i stracił czterech załogantów (później został podniesiony) . 19 czerwca nowym dowódcą jednostki został kpt. mar. Erich Gerth, sprawujący wcześniej komendę nad UB-76 i U-47 .
22 września na południowy wschód od Crotone UC-53 storpedował bez ostrzeżenia zbudowany w 1899 roku uzbrojony brytyjski parowiec „Gorsemore” o pojemności 3079 BRT, płynący z ładunkiem węgla z Barry do Tarentu. Statek zatonął bez strat w załodze na pozycji 38°28′N 17°51′E/38,466667 17,850000  . 28 września na północ od Cieśniny Mesyńskiej okręt uszkodził w ataku torpedowym zbudowany w 1906 roku francuski parowiec „Caraibe” o pojemności 2976 BRT . 30 września i 1 października w Zatoce Salerno U-Boot zatopił sześć włoskich żaglowców: „Francesco Padre” (101 BRT), „Gabriela Costela” (105 BRT), „Giovanni Costa” (102 BRT), „San Francesco P.” (41 BRT), „Giuseppino M.” (49 BRT) i „San Giuseppe A.” (56 BRT) . 5 października na postawionej przez okręt podwodny 23 stycznia 1918 roku nieopodal San Felice Circeo minie doznał uszkodzeń zbudowany w 1870 roku włoski parowiec „Rosa” o pojemności 908 BRT, płynący z Cette do Neapolu (na pozycji 41°12′N 13°06′E/41,200000 13,100000) .
W obliczu upadku Monarchii Austro-Węgierskiej, nie mogąc z powodów technicznych wypłynąć w rejs do Niemiec, 28 października 1918 roku UC-53 został samozatopiony przez własną załogę nieopodal Poli, na pozycji 44°52′N 13°50′E/44,866667 13,833333 .
Na postawione przez okręt podwodny w Cieśninie Mesyńskiej miny weszły jeszcze dwie jednostki: 20 listopada 1918 roku doznał uszkodzeń zbudowany w 1918 roku brytyjski parowiec „War Typhoon” o pojemności 3116 BRT , a 4 grudnia zatonął ze stratą 476 osób pochodzący z 1896 roku francuski parowiec „Chaouia” (4334 BRT), przewożący drobnicę i pasażerów z Marsylii do Batumi (na pozycji 38°18′N 15°41′E/38,300000 15,683333) .

### Podsumowanie działalności bojowej
SM UC-53 odbył osiem rejsów operacyjnych, w wyniku których zatonęło 48 statków o łącznej pojemności 46 500 BRT, a 12 statków o łącznej pojemności 31 732 BRT zostało uszkodzonych . Na pokładach zatopionych i uszkodzonych jednostek zginęło co najmniej 528 osób, w tym 476 na francuskim parowcu pasażerskim „Chaouia”  . Pełne zestawienie zadanych przez niego strat przedstawia poniższa tabela :
| Data                | Nazwa                   | Państwo            | Tonaż       | Los jednostki |
| ------------------- | ----------------------- | ------------------ | ----------- | ------------- |
| 4 czerwca 1917      | „City of Baroda”        | Wielka Brytania    | 5032        | zatopiony     |
| 9 czerwca 1917      | „Lilly”                 | Dania              | 1150        | zatopiony     |
| 9 czerwca 1917      | „Tordenvore”            | Norwegia           | 1565        | zatopiony     |
| 10 czerwca 1917     | „Ligeiro”               | Portugalia         | 285         | uszkodzony    |
| 10 czerwca 1917     | „Santa Maria”           | Portugalia         | 204         | zatopiony     |
| 11 czerwca 1917     | „Sibens”                | Republika Rosyjska | 323         | zatopiony     |
| 12 czerwca 1917     | „Symra”                 | Norwegia           | 3005        | zatopiony     |
| 16 czerwca 1917     | „Esperanza”             | Hiszpania          | 98          | zatopiony     |
| 16 czerwca 1917     | „F.7.SB.”               | Hiszpania          | 50          | zatopiony     |
| 21 czerwca 1917     | „Nord”                  | Francja            | 3193        | uszkodzony    |
| 9 sierpnia 1917     | „Canara”                | Wielka Brytania    | 6012        | uszkodzony    |
| 10 sierpnia 1917    | „Margherita”            | Włochy             | 65          | zatopiony     |
| 10 sierpnia 1917    | „Tito Speri”            | Włochy             | 3893        | zatopiony     |
| 12 sierpnia 1917    | „Ansedonia”             | Włochy             | 270         | zatopiony     |
| 12 sierpnia 1917    | „Ardita Carrara”        | Włochy             | 75          | zatopiony     |
| 13 sierpnia 1917    | „Arcangelo Michele”     | Włochy             | 44          | zatopiony     |
| 13 sierpnia 1917    | „Il Nuovo Leonardo”     | Włochy             | 34          | zatopiony     |
| 15 września 1917    | „Cavi”                  | Włochy             | 2544        | uszkodzony    |
| 18 września 1917    | „Domenico Primo”        | Włochy             | 80          | uszkodzony    |
| 19 września 1917    | „Teresita”              | Włochy             | 136         | zatopiony     |
| 21 września 1917    | „Christina”             | Włochy             | 32          | zatopiony     |
| 22 września 1917    | „Primo”                 | Włochy             | 65          | zatopiony     |
| 23 września 1917    | „Argietta”              | Włochy             | 165         | zatopiony     |
| 23 września 1917    | „Giuseppina Concettina” | Włochy             | 31          | zatopiony     |
| 23 września 1917    | „Irthington”            | Wielka Brytania    | 2845        | zatopiony     |
| 24 września 1917    | „Nuova Francesca”       | Włochy             | 45          | zatopiony     |
| 24 września 1917    | „S. Espedito”           | Włochy             | 31          | zatopiony     |
| 8 grudnia 1917      | „Giuseppe Naccari”      | Włochy             | 128         | zatopiony     |
| 9 grudnia 1917      | „Cerea”                 | Włochy             | 4295        | uszkodzony    |
| 9 grudnia 1917      | „Costas”                | Królestwo Grecji   | 3278        | zatopiony     |
| 10 grudnia 1917     | „Antonio Magliulo”      | Włochy             | 520         | zatopiony     |
| 13 grudnia 1917     | „Karen”                 | Norwegia           | 1689        | zatopiony     |
| 14 grudnia 1917     | HMS „Brig 1”            | Royal Navy         | 120         | uszkodzony    |
| 25 grudnia 1917     | „Hekla”                 | Dania              | 937         | zatopiony     |
| 25 stycznia 1918    | „Carignano”             | Włochy             | 2688        | zatopiony     |
| 26 stycznia 1918    | „Asimina”               | Królestwo Grecji   | 2878        | zatopiony     |
| 29 stycznia 1918    | „Geo”                   | Wielka Brytania    | 3048        | zatopiony     |
| 30 stycznia 1918    | „Fratelli Barrera”      | Włochy             | 88          | zatopiony     |
| 30 stycznia 1918    | „Michele Padre”         | Włochy             | 230         | zatopiony     |
| 24 marca 1918       | „La Nuova Felice”       | Włochy             | 72          | zatopiony     |
| 24 marca 1918       | „Nuovo Enio”            | Włochy             | 35          | zatopiony     |
| 24 marca 1918       | „Regina Immacolata”     | Włochy             | 35          | zatopiony     |
| 24 marca 1918       | „Tre Sorelle Salvo”     | Włochy             | 26          | zatopiony     |
| 27 marca 1918       | „Castrenzo Coppola”     | Włochy             | 94          | zatopiony     |
| 4 czerwca 1918      | „Michelangelo”          | Włochy             | 2456        | uszkodzony    |
| 8 czerwca 1918      | „Concettina”            | Włochy             | 1271        | zatopiony     |
| 8 czerwca 1918      | „La Bayonnaise”         | Francja            | 2425        | zatopiony     |
| 10 czerwca 1918     | „Brodholme”             | Wielka Brytania    | 5747        | uszkodzony    |
| 22 września 1918    | „Gorsemore”             | Wielka Brytania    | 3079        | zatopiony     |
| 28 września 1918    | „Caraibe”               | Francja            | 2976        | uszkodzony    |
| 30 września 1918    | „Francesco Padre”       | Włochy             | 101         | zatopiony     |
| 30 września 1918    | „Gabriela Costela”      | Włochy             | 105         | zatopiony     |
| 30 września 1918    | „Giovanni Costa”        | Włochy             | 102         | zatopiony     |
| 30 września 1918    | „San Francesco P.”      | Włochy             | 41          | zatopiony     |
| 1 października 1918 | „Giuseppino M.”         | Włochy             | 49          | zatopiony     |
| 1 października 1918 | „San Giuseppe A.”       | Włochy             | 56          | zatopiony     |
| 5 października 1918 | „Rosa”                  | Włochy             | 908         | uszkodzony    |
| 20 listopada 1918   | „War Typhoon”           | Wielka Brytania    | 3116        | uszkodzony    |
| 15 stycznia 1919    | „Chaouia”               | Francja            | 4334        | zatopiony     |
| RAZEM               | RAZEM                   | zatopione:         | zatopione:  | 48            |
| RAZEM               | RAZEM                   | uszkodzone:        | uszkodzone: | 12            |